# Isabella Maria Escalera
Isabella Maria „Izzy“ Escalera Layton (* 1. Juli 2003 in London) ist eine britisch-spanische Radsportlerin, die Rennen auf Bahn und Straße bestreitet.

## Sportlicher Werdegang
Izzy Escalera ist die Tochter einer englischen Mutter und eines spanischen Vaters; sie wurde in London geboren und wuchs in England auf. Die Olympischen Spiele in London weckten ihr Interesse am Radsport, nachdem sie als Kind Ballett und Schwimmen betrieben hatte. In jenen Jahren habe sie die spätere Junioren-Weltmeisterin Zoe Bäckstedt geschlagen, erzählte sie später in einem Interview. Schon als Juniorin sei ihr aber klar gewesen, dass sie nicht zu den drei oder vier Besten in Großbritannien gehören würde. Im Alter von 17 Jahren zog sie daher in den spanischen Ort Cadalso de los Vidrios in die Nähe ihres heutigen Trainers César Neira.
Als Escalera nach Spanien kam, hatte sie nach eigener Aussage wenig Ahnung vom Bahnsport. Sie reiste aber bald mit der Nationalmannschaft zu Europa- und Weltmeisterschaften. Bei den Bahnradsport-Europameisterschaften der Junioren/U23 2021 in Apeldoorn wurde sie mit einer persönlichen Bestleistung (2:27,825) Neunte in der Einerverfolgung  und Achte im Madison. Bei den Bahnradsport-Weltmeisterschaften der Junioren 2021 in Kairo wurde sie Sechste im Ausscheidungsfahren, Achte in der Verfolgung, Zehnte im Madison und Dreizehnte im Omnium.
2023 errang sie bei den U23-Europameisterschaften gemeinsam mit Eva Anguela die Bronzemedaille im Zweier-Mannschaftsfahren, und sie wurde spanische Meisterin in der Einerverfolgung.

## Erfolge

### Bahn
2021
- Spanische Junioren-Meisterin – Teamsprint (mit Almudena Morales Pérez und Elizabeth Hurtado Carrillo)

2023
- U23-Europameisterschaft – Zweier-Mannschaftsfahren (mit Eva Anguela)
- Spanische Meisterin – Einerverfolgung

2025
- Spanische Meisterin – Zweier-Mannschaftsfahren (mit Eva Anguela)
- U23-Europameisterschaft – Ausscheidungsfahren